# Santo Antônio do Pinhal
Santo Antônio do Pinhal este un oraș în São Paulo (SP), Brazilia.